# West highland white-terrier
West Highland White Terrier eller bare Westie er en lille hunderace af typen terrier, der stammer fra det skotske højland. Den blev oprindeligt brugt til at fange ræve med.
En fuldvoksen hund når i gennemsnit en højde på ca. 28 cm. Hannerne vejer typisk omkring 8-10 kg og hunnerne 7-8 kg.
- Wikimedia Commons har flere filer relateret til West highland white-terrier

| Dyr | Spire Denne artikel om dyr er en spire som bør udbygges. Du er velkommen til at hjælpe Wikipedia ved at udvide den. |